# Juan Fernández (baloncestista de 2002)
Juan Francisco Fernández (Santa Fe, 21 de noviembre de 2002) es un jugador de baloncesto argentino, con nacionalidad española, que forma parte de la plantilla del Bàsquet Girona de la Liga Endesa. Con 2,11 metros de altura, su puesto en la cancha es el de pívot.

## Trayectoria deportiva
Se formó en las categorías inferiores del Club Atlético Unión, edad a la que ingresó con 13 años. Su tamaño hizo que rápidamente llamara la atención de los reclutadores y la selección argentina lo reclutó para sus categorías formativas.
En enero de 2019, con 15 años firmó por el Baloncesto Fuenlabrada, siendo asignado a su equipo júnior. Durante varias temporadas alternaría su equipo júnior con el de Liga EBA, además de participar en entrenamientos con el primer equipo de Liga Endesa.
El 14 de noviembre de 2021, hace su debut con Baloncesto Fuenlabrada en Liga Endesa, donde el pívot disputó 7,27 minutos con 2 rebotes ofensivos, en una derrota frente al Real Madrid por 88 a 85 en la jornada 10 de liga de la temporada 2021-22.
El 15 de julio de 2023, firma por el Club Baloncesto Breogán de la Liga Endesa.Posee la nacionalidad española desde ese mismo verano, lo que posibilitó que cuente como jugador de formación para la Liga Endesa. En esta misma temporada, el hispano-argentino formó parte del Quinteto Joven de la liga tras promediar 8.5 puntos y 4.2 rebotes de media.
El 10 de junio de 2024, se anunciaría su fichaje por el Bàsquet Girona de la Liga Endesa tras el buen rendimiento en la campaña anterior.

### Selección nacional
En el 2018, con apenas 15 años, fue parte del equipo argentino que jugó el Mundial U17 en Santa Fe, dando dos años de ventaja (promedió 8.7 puntos y 7.4 rebotes), y en el Mundial U19 del 2019, con 16 años, estuvo en el equipo en Creta donde se destacaron Leandro Bolmaro y Francisco Cáffaro, entre otros, también dando dos años de ventaja (7.4 puntos y 4.0 rebotes de media). El año pasado, antes de la pandemia, también fue parte del BWB de la NBA en la previa del All Star Game. 